# Serra da Melriça
A Serra da Melriça, conhecida localmente como "Picoto da Melriça", é uma serra portuguesa situada a cerca de dois quilómetros a nordeste da povoação de Vila de Rei, sede do concelho com o mesmo nome, do Distrito de Castelo Branco. Com uma área pequena de ocupação, tem a altitude máxima de 592 metros.

## Centro Geodésico de Portugal Continental

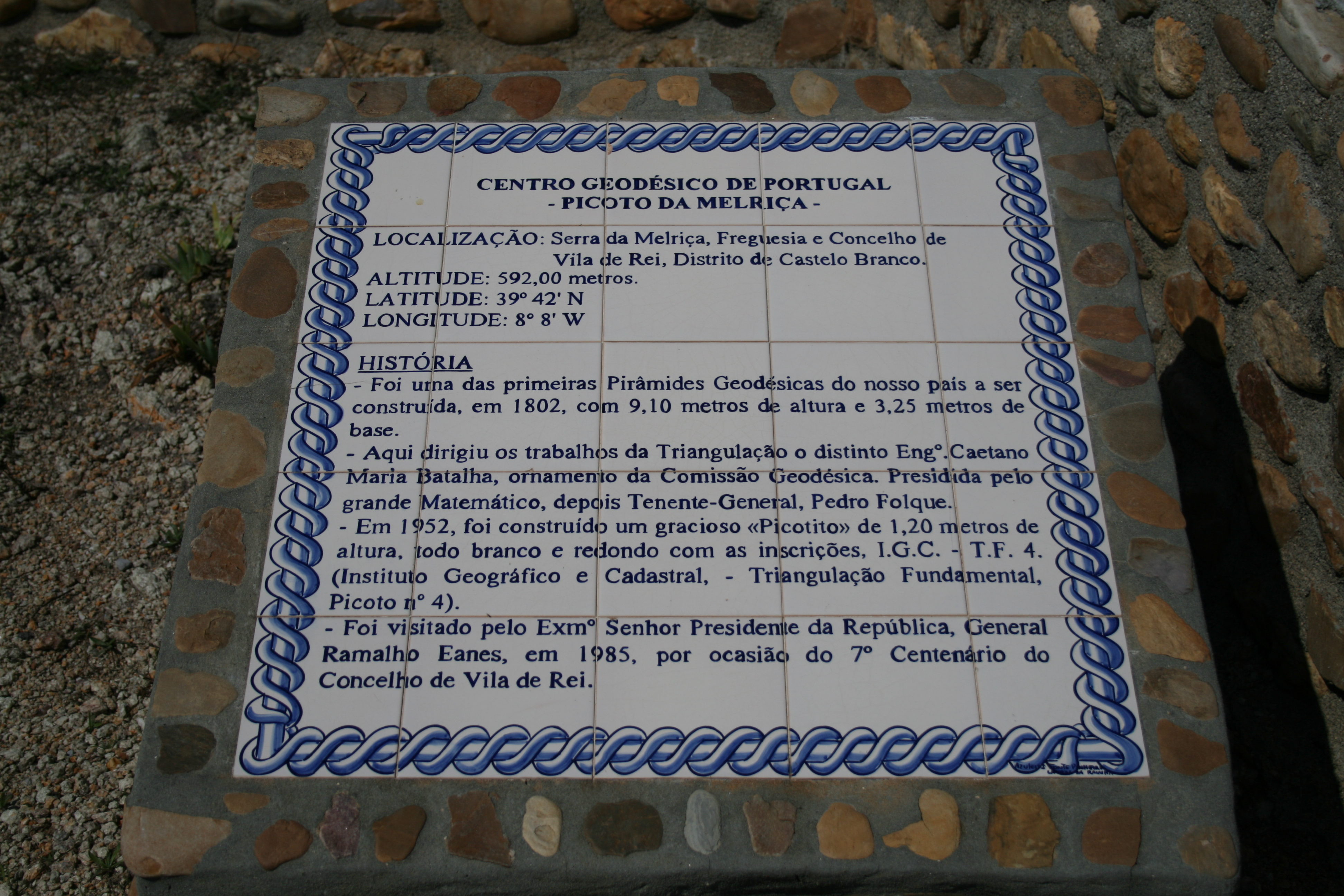
Painel de azulejos

A importância desta serra resulta do facto de nela estar localizado o Centro Geodésico de Portugal Continental. Nela encontra-se o marco geodésico padrão "TF4" a partir do qual se deu início às observações angulares dos restantes vértices geodésicos de todo o Portugal Continental. Existe também uma Pirámide de 1ª Ordem que simboliza o centro geodésico com as coordenadas: 39º 41' 40.20619 N; 8º 7' 50.06228 W. 